# 東京都道467号千住新宿町線

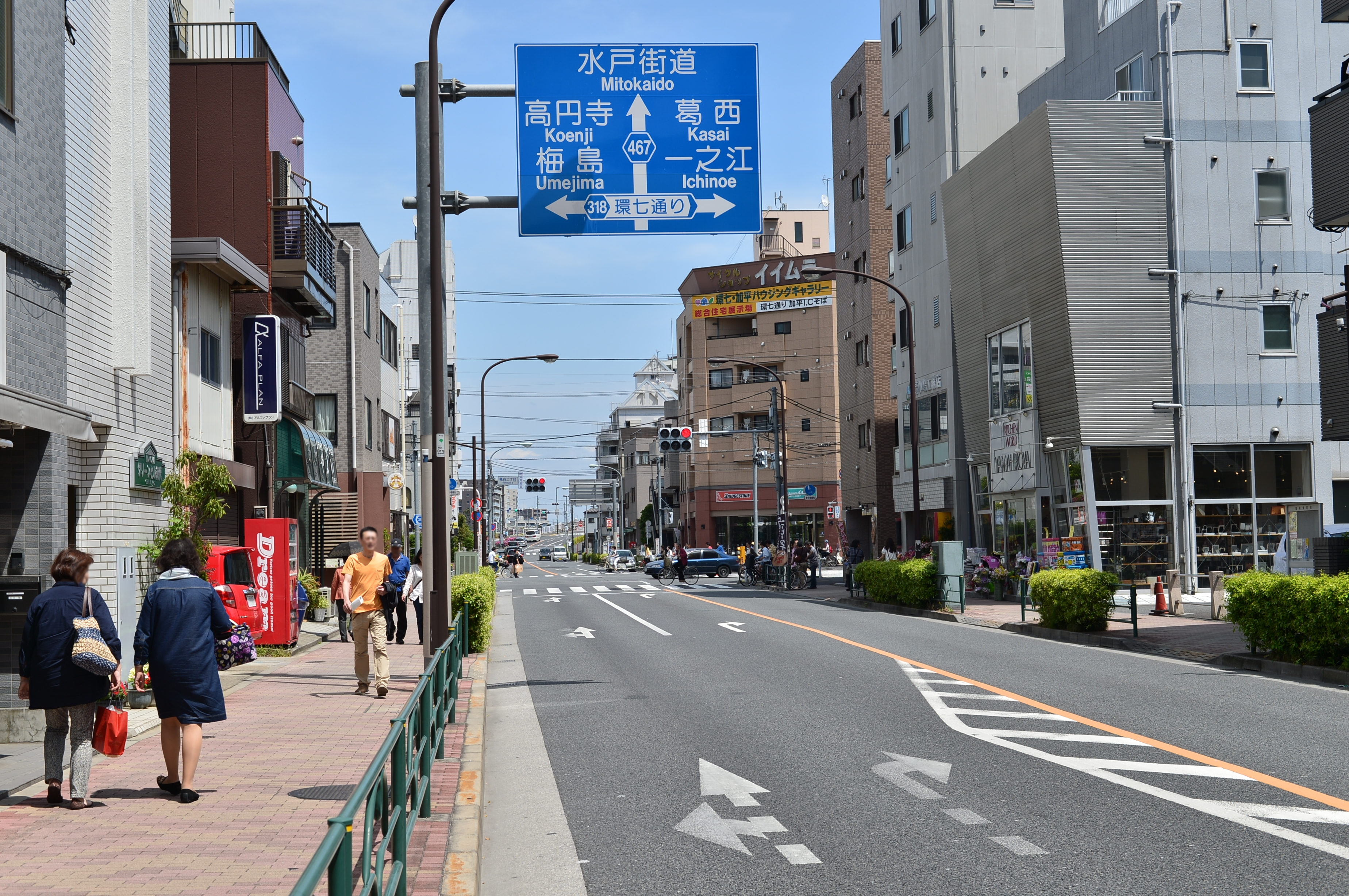
東京都道467号千住新宿町線
亀有二丁目交差点付近（2015年5月）

東京都道467号千住新宿町線（とうきょうとどう467ごう せんじゅにいじゅくちょうせん）は、東京都足立区と葛飾区を結ぶ特例都道である。

## 概要
- 起点：東京都足立区足立四丁目 梅田交差点（国道4号交点）
- 終点：東京都葛飾区新宿二丁目 中川大橋東交差点（国道6号交点）

## 路線状況
西亀有三丁目交差点以東は、旧水戸街道の道筋にあたる。

### 通称
- 江北橋通り
足立区を流れる荒川に架かる江北橋から環七通りまでの東西に延びる通りで、梅田交差点（国道4号） - 亀有二丁目交差点（環七通り）間が、本路線の指定区間である。

### 道路施設
- 五兵衛新橋（綾瀬川）
- 中川橋（中川）

## 地理

### 通過する自治体
- 東京都
  - 足立区 - 葛飾区

### 交差する道路
| 交差する道路                                            | 交差点名       | 所在地 | 所在地 |
| ------------------------------------------------------- | -------------- | ------ | ------ |
| 東京都道450号新荒川葛西堤防線支線（江北橋通り）関原方面 |                |        |        |
| 国道4号（日光街道）                                     | 梅田           | 東京都 | 足立区 |
| 東京都道314号言問大谷田線（川の手通り）                 | 東京武道館東口 | 東京都 | 足立区 |
| 東京都道318号環状七号線（環七通り）                     | 亀有二丁目     | 東京都 | 葛飾区 |
| 国道6号（水戸街道）                                     | 中川大橋東     | 東京都 | 葛飾区 |

### 周辺の施設・地理
- 足立区立千寿第五小学校
- 足立区立五反野小学校
- 五反野駅（東武伊勢崎線〈東武スカイツリーライン〉）
- 足立区立弘道小学校
- 綾瀬駅（JR常磐線・東京メトロ千代田線）
- 東京武道館
- 東京都立葛飾ろう学校
- 葛飾区立一之台中学校
- 葛飾区立道上小学校
- イトーヨーカドーアリオ亀有店
- 葛飾区立新宿小学校